# Іен Гілл
Іен Гілл (англ. Ian Hill) — новозеландський дипломат. Надзвичайний і Повноважний Посол Нової Зеландії в Україні за сумісництвом (2009—2012).

## Життєпис
Іен Гілл має ступінь бакалавра і диплом магістра історії Університету Кентербері. Закінчив також курс професійної підготовки Гарвардського університету (2008) і Університету Південного Уельсу (2000).
У 1993—1995 рр. — радник Прем'єр-Міністра Нової Зеландії з міжнародних справ.
У 1995—1998 рр. — Надзвичайний і Повноважний посол Нової Зеландії в Тонга.
У 1998—2004 рр. — працював у Лондоні (Велика Британія) та в Суві (Фіджі).
У 2004—2009 рр. — заступник посла Нової Зеландії у Вашингтоні.
У 2009—2012 рр. — Надзвичайний і Повноважний посол Нової Зеландії в РФ, з акредитацією за сумісництвом в Україні, Білорусі, Вірменії, Молдові, Казахстані, Киргизстані, Узбекистані, Таджикистані і Туркменістані.
У 2012—2016 рр. — очолював Департамент Європи в Міністерстві закордонних справ і торгівлі Нової Зеландії.
З квітня 2016 року — Надзвичайний і Повноважний посол Нової Зеландії в РФ, з акредитацією за сумісництвом в Білорусі, Вірменії, Молдові, Казахстані, Киргизстані, Узбекистані, Таджикистані і Туркменістані..